# رولف نيفانلينا
رولف نيفانلينا (بالفنلندية: Rolf Nevanlinna)‏‏ (22 أكتوبر 1895 في يوينسو - 28 مايو 1980 في هلسنكي) رياضياتي، وأستاذ جامعي من فنلندا.